# Субсахарска Африка
Субсахарска Африка (нарича се още Тропическа Африка и Черна Африка, на английски: Sub-Saharan Africa) се нарича част от африканския континент, намираща се на юг от пустинята Сахара. Тази част от Африка е населена предимно с представители на негроидната раса. Този факт е бил една от причините тази част от континента да бъде наречена с вече остаряващото название Черна Африка.
Разделението на Африканския континент е станало вероятно преди около 5 хил. години, когато започва засушаването на Сахара. Тя се превръща във физическа граница, практически непреодолима за културни контакти. Единствената връзка между двете части се оказала долината на река Нил. В тази част на континента възникват няколко цивилизации, изпитали силното влияние на Древен Египет.
В тази част на континента желязната епоха настъпва около 1000 г. пр.н.е. Тук е възникнал рязък преход от неолита към желязната епоха, без да се преминава през бронзова епоха. Културата на желязната епоха се разпространява едновременно на запад и изток. Това способствало за усвояването на нови територии в Тропическа Африка и се превръща в една от важните причини в разпространението на народите от групата банту. Те силно притискат териториално всички останали групи от негроидната раса в тази част на континента.
Съгласно съвременното политическо деление на Африка, южно от Сахара в Субсахарска Африка се включват 48 страни:
- Ангола
- Бенин
- Ботсвана
- Буркина Фасо
- Бурунди
- Камерун
- Кабо Верде
- Централноафриканска република
- Чад
- Коморски острови
- Демократична република Конго
- Република Конго
- Кот д'Ивоар
- Джибути
- Екваториална Гвинея
- Еритрея
- Етиопия
- Габон
- Гамбия
- Гана
- Гвинея
- Гвинея Бисау
- Кения
- Лесото
- Либерия
- Мадагаскар
- Малави
- Мали
- Мавритания
- Мавриций
- Мозамбик
- Намибия
- Нигер
- Нигерия
- Руанда
- Сао Томе и Принсипи
- Сенегал
- Сейшелски острови
- Сиера Леоне
- Сомалия
- Република Южна Африка
- Судан
- Свазиленд
- Танзания
- Того
- Уганда
- Замбия
- Зимбабве